# Regering-Delacroix I
De regering-Delacroix I (21 november 1918 - 2 december 1919) was een Belgische regering van nationale eenheid. Het was een coalitie van de Katholieke Partij (101 zetels), Liberale Partij (44 zetels) en de BWP (39 zetels). De regering was een zogenaamde regering van nationale eenheid, gevormd kort na de Wapenstilstand van 11 november 1918. Ze diende haar ontslag in daags na de verkiezingen van 16 november 1919, en werd op 2 december opgevolgd door de gelijkaardige regering-Delacroix II. 

## Verloop
Op 21 november 1918 kwam deze eerste naoorlogse Belgische regering tot stand na de zogenaamde revolutie van Loppegem of de staatsgreep van Loppem. In deze periode voerde koning Albert I enkele gesprekken met vooraanstaande politici die tijdens de oorlog in België waren gebleven in het West-Vlaamse Loppem. De bedoeling van de gesprekken was om een regering te vormen die representatief was voor het België dat de bezetting had meegemaakt en die belangrijke hervormingen kon doorvoeren. De nieuwe regering werd gevormd door katholieken, socialisten en liberalen, en er werden erg weinig politici bij betrokken die tijdens de oorlog de regering in ballingschap hadden gevormd, onder meer omdat aangenomen werd dat zij geen voeling meer hadden met de bevolking.
De socialisten hebben een aantal verregaande hervormingen geëist, die voor de oorlog nog heel omstreden waren. Onder meer de volgende wetten werden uitgevoerd:
- Invoering van het algemeen enkelvoudig stemrecht voor mannen vanaf 21 jaar (dit laatste is een verlaging van 25 naar 21 jaar). Het systeem van “meervoudig stemrecht”, waarbij sommige kiezers twee of drie stemmen mochten uitbrengen, verdwijnt, al ligt dat systeem als zodanig vast in de grondwet. De regering wil echter dat het enkelvoudig stemrecht al voor de eerstvolgende parlementsverkiezingen geldt, nog voordat de grondwet gewijzigd kan worden.
- Straffen stellen op het misbruik van het stakingsrecht schrappen uit het Strafwetboek. De socialisten zagen daar een beperking van de vakbondsvrijheid in.
- Waarborgen van syndicale gelijkheid.
- Gelijkheid van de twee landstalen (Frans en Nederlands), het recht van de Vlamingen op hoger onderwijs in hun eigen taal en oprichting van de universiteit in Gent.
- Oprichting van het Nationaal Werk voor Kinderwelzijn (NWK) bij wet van 5 september 1919.
- Oprichting van de Nationale Maatschappij voor Goedkope Woningen en Woonvertrekken (NMGWW) bij wet van 11 oktober 1919.

## Samenstelling
De regering-Delacroix I telde 12 ministers: 6 voor de Katholieke Partij, 3 voor de BWP en 3 voor de Liberale Partij.
Opvallend is de intrede van twee nieuwelingen in de politiek, de regeringsleider Léon Delacroix zelf en Henri Jaspar, beiden vertrouwelingen van Emile Francqui. Delacroix kreeg bovendien als eerste in de Belgische geschiedenis de titel van Eerste minister.
| Ambtsbekleder                                | Ambtsbekleder                        | Ambtsbekleder                      | Functie                                                 | Termijn                              | Partij                        |
| -------------------------------------------- | ------------------------------------ | ---------------------------------- | ------------------------------------------------------- | ------------------------------------ | ----------------------------- |
|                                              |                                      | Léon Delacroix (1867-1929)         | Eerste Minister                                         | 21 november 1918 - 2 december 1919   | extraparlementair (katholiek) |
| Minister Financiën                           | 21 november 1918 - 2 december 1919   | Léon Delacroix (1867-1929)         |                                                         |                                      | extraparlementair (katholiek) |
| Minister ad interim Wetenschappen en Kunsten | 18 november 1919 - 2 december 1919   | Léon Delacroix (1867-1929)         |                                                         |                                      | extraparlementair (katholiek) |
|                                              |                                      | Emile Vandervelde (1866-1938)      | Minister Justitie                                       | 21 november 1918 - 2 december 1919   | BWP                           |
|                                              |                                      | Paul Hymans (1865-1941)            | Minister Buitenlandse Zaken                             | 21 november 1918 - 2 december 1919   | Liberale Partij               |
|                                              |                                      | Charles de Broqueville (1860-1940) | Minister Binnenlandse Zaken                             | 21 november 1918 - 18 november 1919  | Katholieke Partij             |
| Minister ad interim Wetenschappen en Kunsten | 21 september 1919 - 18 november 1919 | Charles de Broqueville (1860-1940) |                                                         |                                      | Katholieke Partij             |
|                                              |                                      | Alphonse Harmignie (1851-1931)     | Minister Wetenschappen en Kunsten                       | 21 november 1918 - 21 september 1919 | Katholieke Partij             |
|                                              |                                      | Albéric Ruzette (1866-1929)        | Minister Landbouw                                       | 21 november 1918 - 2 december 1919   | Katholieke Partij             |
| Minister ad interim Binnenlandse Zaken       | 18 november 1919 - 2 december 1919   | Albéric Ruzette (1866-1929)        |                                                         |                                      | Katholieke Partij             |
|                                              |                                      | Edward Anseele (1856-1938)         | Minister Openbare Werken                                | 21 november 1918 - 2 december 1919   | BWP                           |
|                                              |                                      | Joseph Wauters (1875-1929)         | Minister Nijverheid, Arbeid en Bevoorrading             | 21 november 1918 - 2 december 1919   | BWP                           |
|                                              |                                      | Jules Renkin (1862-1934)           | Minister Spoorwegen, Zeewezen, Posterijen en Telegrafen | 21 november 1918 - 2 december 1919   | Katholieke Partij             |
|                                              |                                      | Fulgence Masson (1854-1942)        | Minister Oorlog                                         | 21 november 1918 - 2 december 1919   | Liberale Partij               |
|                                              |                                      | Louis Franck (1868-1937)           | Minister Koloniën                                       | 21 november 1918 - 2 december 1919   | Liberale Partij               |
|                                              |                                      | Henri Jaspar (1870-1939)           | Minister Economische Zaken                              | 21 november 1918 - 2 december 1919   | extraparlementair (katholiek) |

### Herschikkingen
- Op 21 september 1919 neemt minister van Wetenschappen en Kunsten Alphonse Harmignie (Katholieke Partij) ontslag en wordt tijdelijk opgevolgd door minister van Binnenlandse Zaken Charles de Broqueville (Katholieke Partij).
- Op 18 november 1919 neemt minister van Binnenlandse Zaken en Wetenschappen en Kunsten Charles de Broqueville (Katholieke Partij) ontslag en wordt opgevolgd voor Binnenlandse Zaken door minister van Landbouw Albéric Ruzette (Katholieke Partij) en voor Wetenschappen en Kunsten door eerste minister Léon Delacroix (Katholieke Partij).